# آندریاس گرگور
آندریاس گرگور (انگلیسی: Andreas Gregor؛ زادهٔ ۲۷ آوریل ۱۹۵۵) قایقران روئینگ اهل آلمان بود.
وی در مسابقات کشوری و بین‌المللی در مجموع برندهٔ ۵ مدال طلا شده‌است.